# Trnina
Trnina (crni trn,  trnula, lat. Prunus spinosa) ponekad nazivana i trnjina, trnula, trnavka, trn, crni trn, divlja šljiva mačja šljiva) je vrsta roda Prunus (Maloideae, Rosaceae). Raste uglavnom po pašnjacima ili rubovima šuma ili ponekad kao gusto razgranat grm s trnovitim ograncima. Raste u gotovo cijeloj Europi i dijelovima sjeverne Afrike.  
Stablo ima vijek do oko 40 godina. Visine je između jednog do pet metara, a u rijetkim slučajevima, i do 6 m visine.
Razmjerno maleni listovi veličine su od 2 do 4 centimetra.
Sitni bijeli cvjetovi cvatu u travnju i svibnju.
Trnina posjeduje tamnu koru, koja se cijepa u poodmakloj dobi u uskim trakama. Kore grana su crvenkasto smeđe boje.
Plodovi trnine počinju dozrijevati u kolovozu te su okrugli i plavkastocrne boje, promjera između 1 do 1,5 centimetara.
Divlje šljive su vrlo kisele i gorke - sve dok ih ne "opari" prvi mraz. Nakon mraza postaju ukusnije. U prosincu su najukusnije.
Trn se smatra pretkom šljiva. Pripisuju joj se brojna ljekovita svojstva.

## Sorte
Iako je uzgoj trnine na području Hrvatske nepoznat, u Njemačkoj je selekcionirano nekoliko sorata: "Nittel", "Merzig", "Trier" i "Godenhaus". Kao što je slučaj i kod drugog divljeg voća, na području Hrvatske nije bilo ni pokušaja uzgoja ni selekcije te divlje voćke.

## Ljekovitost
Trnina je i ljekovita biljka, koriste se kora, cvjetovi i plodovi. Čaj od kore je po kineskoj tradicionalnoj medicini izvrsno sredstvo za astmu.

## Slike
- Trnina.
- Trnina
- Cvjetovi
- Cvijet

## Vanjske poveznice
- Narodni zdravstveni list
- Zemljovid s prikazom rasprosranošću trnine.